# Дерна (муніципалітет)
Дерна — муніципалітет на північному сході Лівії. Адміністративний центр — місто Дерна ~100 000 осіб (2011).

## Географія
Площа — 31 511 км². Населення 163 351 особа (2006 рік). На півночі територія муніципалітету омивається водами Середземного моря, на сході межує з муніципалітетом Ель-Бутнан, на заході — Ель-Джебал Ель-Ахдар, на півдні — Ель-Вахат. Є частиною історичної області Киренаїки.